# Ivan Domingues
Ivan Franco Domingues (Leiria, 5 de maio de 2006) é um automobilista português que atualmente compete no Campeonato de Fórmula 3 da FIA pela equipa Van Amersfoort Racing. Anteriormente, ele competiu na Fórmula Regional Europeia com a mesma equipa.

## Biografia
Ivan Franco Domingues é natural de Leiria, filho de Manuel Domingues, um proprietário de uma empresa de peças de reposição para automóveis e entusiasta do automobilismo. Ivan começou a interessar-se pelo desporto ao assistir corridas de Fórmula 1 com o pai, e inseriu-se no cartismo aos oito anos, sendo inspirado pelo pai e pelos irmãos. Admira os pilotos de F1 Ayrton Senna e Max Verstappen. Aos 14 anos, mudou-se para a Itália, para dar sequência à sua carreira automobilística. Além das corridas, Ivan é fã de desporto e de animais.

## Carreira

### Kart
Domingues estreou-se no automobilismo no kart em 2015 no seu país natal, Portugal. A partir de 2016 também praticou kart internacionalmente. Em 2019, ficou em segundo lugar na classe júnior do campeonato português e também participou pela primeira vez no campeonato da Europa na mesma classe. Em 2020, terminou em quarto lugar na classe júnior da Final Internacional da ROK Cup e competiu no campeonato mundial pela primeira vez. Em 2021, seu último ano no kart, mudou para a classe OK.

### Fórmula 4

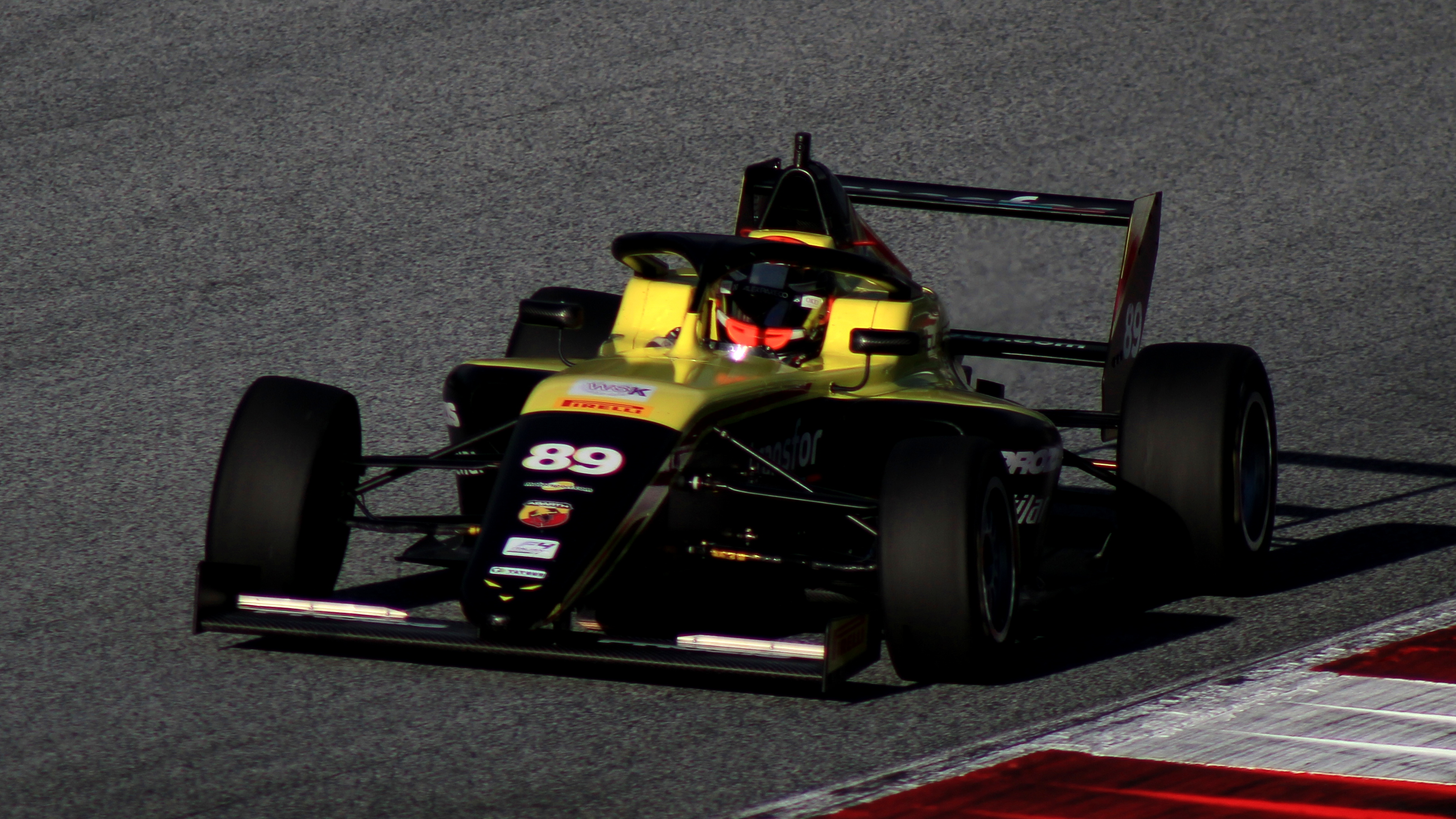
Domingues no Red Bull Ring durante a F4 Italiana de 2022

#### F4 Emiradense
No início de 2022, Domingues fez sua estreia em monopostos com a Xcel Motorsport no Campeonato dos Emirados Árabes Unidos de Fórmula 4. Pontuou pela primeira vez na segunda etapa em Dubai, e fez a sua primeira pole na quarta rodada. Terminou em terceiro e subiu outro pódio no final da temporada em Yas Marina. Domingues terminou em 16.º na classificação, apenas nove pontos atrás de seu experiente companheiro de equipa Jamie Day.

#### F4 Italiana
Após a campanha na F4 Emiradense, juntou-se à F4 italiana, correndo pela Iron Lynx ao lado da piloto Maya Weug. Domingues se destacou fazendo a pole position na corrida de abertura em Ímola, em meio à pista chuvosa. Terminou em 15.º na classificação, com 21 pontos.

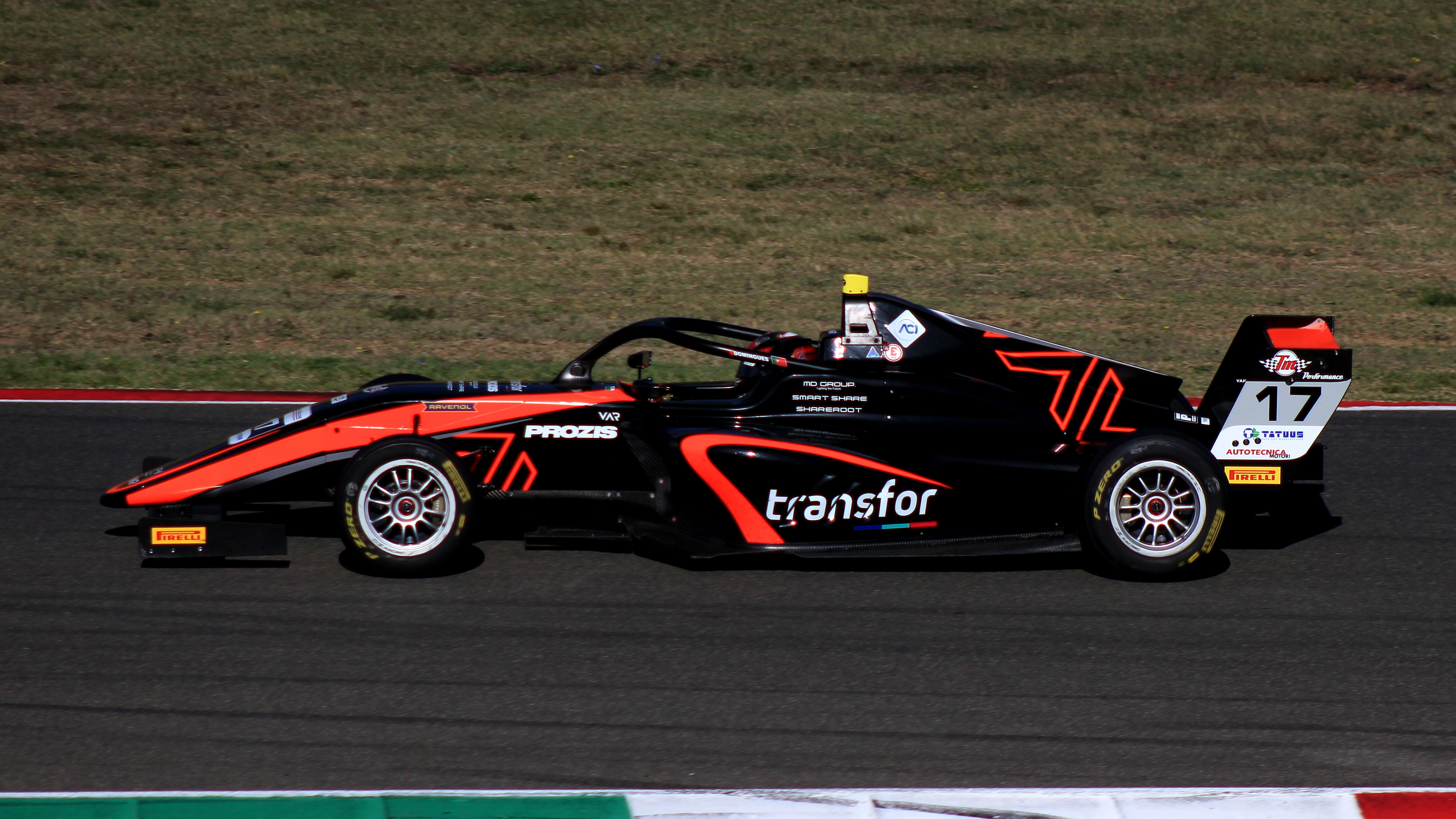
Domingues durante a F4 Italiana de 2023 no Circuito de Mugello

Domingues permaneceu na F4 Italiana para a temporada de 2023, mudando para a Van Amersfoort Racing, tendo como companheiros em tempo integral o brasileiro Matheus Ferreira, o australiano Jack Beeton, o uzbequistanês Ismoilkhuja Akhmedkhodjaev e o italiano Brando Badoer. Domingues conquistou apenas um pódio naquele ano, sendo a terceira corrida em Ímola. Não esteve na rodada final da temporada e ficou em 11.º lugar na classificação, com 56 pontos.

### Euro 4
Domingues disputou duas das três rodadas do Campeonato Euro 4 de 2023, novamente com a Van Amersfoort. Pontuou em metade das seis corridas que participou, seu melhor resultado foi um quarto lugar na corrida 3 de Mugello, e ele ficou em 11.º lugar, com 28 pontos, apenas um a mais que o 12.º colocado Rashid Al Dhaheri e apenas dois a menos que o 10.º colocado Freddie Slater.

### Fórmula Regional
Domingues progrediu para a Fórmula Regional Europeia em 2023, disputando as duas rodadas finais com a Van Amersfoort Racing como piloto convidado.

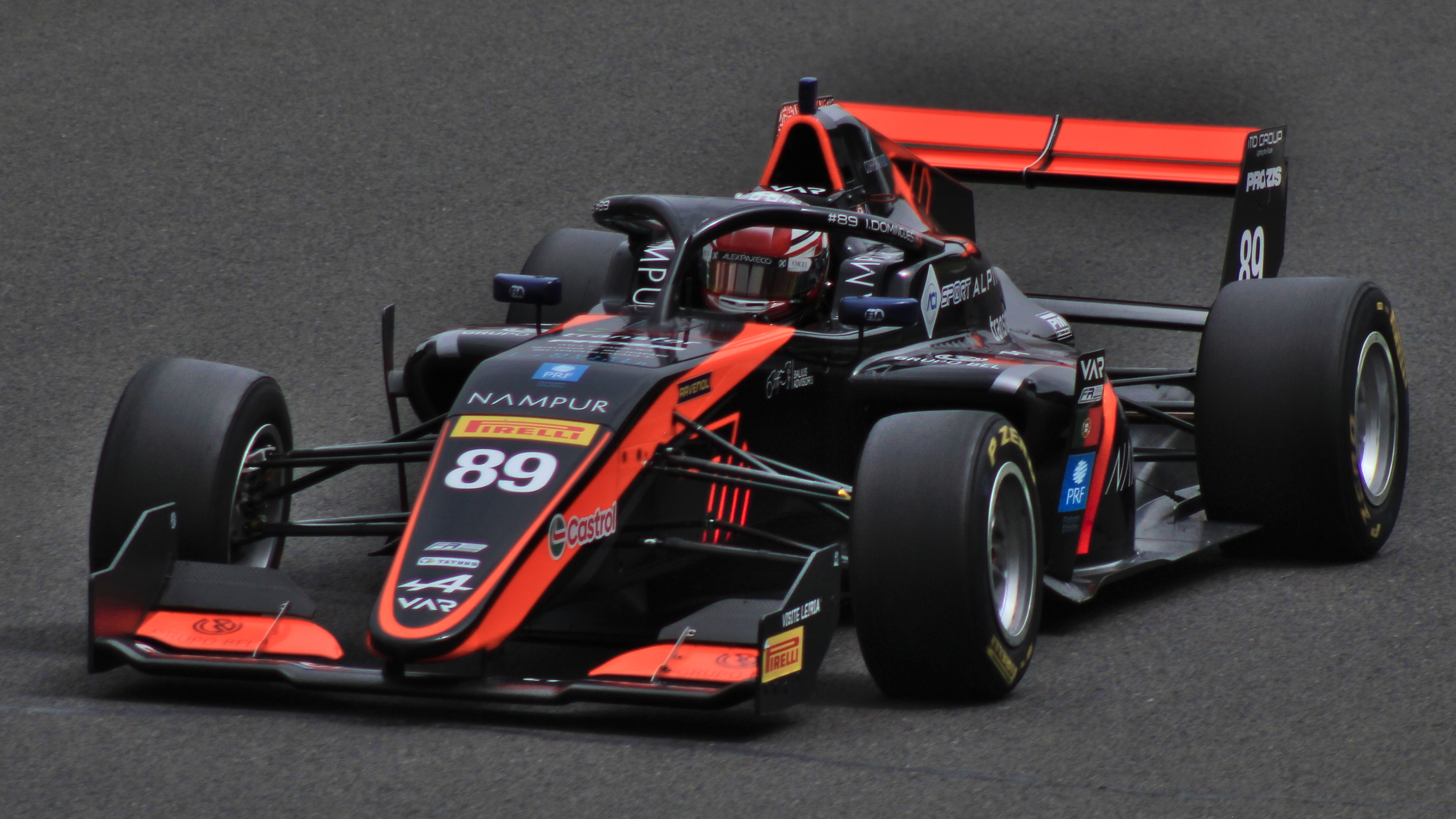
Domingues pilotando em Hungaroring pela FRECA em 2024

Domingues competiu em tempo integral na FRECA em 2024, permanecendo na VAR, tendo como companheiros de equipa o brasileiro Pedro Clerot, que também estava em sua temporada de estreia, e Brando Badoer, que já tinha sido seu companheiro na F4 Italiana em 2023 e tinha experiência na Fórmula Regional do Oriente Médio. O português teve uma forte primeira rodada, garantindo o quinto lugar e um pódio de estreia na abertura de Hockenheim, pontuando consistentemente ao longo da temporada, e garantindo mais um terceiro lugar no pódio em Mugello. Domingues encerrou a temporada classificando-se em décimo, com 78 pontos, apenas dois pontos acima de Ugo Ugochukwu, e três abaixo de Théophile Naël. No duelo interno da VAR, o português teve desempenho inferior ao dos companheiros de equipa Clerot (nono colocado, com 15 a mais) e Badoer (quinto colocado, com 96 a mais). Já dentre os estreantes, Domingues venceu três vezes e ficou em quarto, abaixo de Clerot, Evan Giltaire e Noah Strømsted.

### Fórmula 3
Domingues subiu para a Fórmula 3 em 2025, continuando seu relacionamento com a Van Amersfoort. Com isso, Domingues tornou-se o primeiro piloto português a correr no terceiro degrau de acesso à Fórmula 1 desde 2012, quando António Félix da Costa disputou sua última temporada na GP3 Series.

## Resultados

### Resumo da carreira
| Temporada | Categoria                     | Equipe                | Corridas | Vitórias | Poles | V.M.R. | Pódios | Pontos | Posição |
| --------- | ----------------------------- | --------------------- | -------- | -------- | ----- | ------ | ------ | ------ | ------- |
| 2022      | Fórmula 4 dos Emirados Árabes | Xcel Motorsport       | 20       | 0        | 1     | 0      | 2      | 39     | 16.º    |
| 2022      | Fórmula 4 Italiana            | Iron Lynx             | 19       | 0        | 1     | 0      | 0      | 21     | 15.º    |
| 2023      | Fórmula 4 italiana            | Van Amersfoort Racing | 17       | 0        | 0     | 0      | 1      | 56     | 11.º    |
| 2023      | Campeonato Euro 4             | Van Amersfoort Racing | 6        | 0        | 0     | 0      | 0      | 28     | 11.º    |
| 2023      | Fórmula Regional Europeia     | Van Amersfoort Racing | 4        | 0        | 0     | 0      | 0      | 0      | NC†     |
| 2024      | Fórmula Regional Europeia     | Van Amersfoort Racing | 20       | 0        | 0     | 0      | 2      | 78     | 10.º    |
| 2025      | Fórmula 3                     | Van Amersfoort Racing | 0        | 0        | 0     | 0      | 0      | 0      | TBD     |

(†) Como Domingues era piloto convidado, não estava qualificado para marcar pontos ou ser classificado no campeonato.
(*) Temporada ainda em andamento.